# La Bazoge-Montpinçon
La Bazoge-Montpinçon és un municipi francès situat al departament de Mayenne i a la regió de País del Loira. L'any 2007 tenia 818 habitants.

## Demografia

### Població
El 2007 la població de fet de La Bazoge-Montpinçon era de 818 persones. Hi havia 274 famílies de les quals 30 eren unipersonals (17 homes vivint sols i 13 dones vivint soles), 74 parelles sense fills, 148 parelles amb fills i 22 famílies monoparentals amb fills.
La població ha evolucionat segons el següent gràfic:
Habitants censats

### Habitatges
El 2007 hi havia 282 habitatges, 271 eren l'habitatge principal de la família, 5 eren segones residències i 5 estaven desocupats. 276 eren cases i 5 eren apartaments. Dels 271 habitatges principals, 225 estaven ocupats pels seus propietaris i 47 estaven llogats i ocupats pels llogaters; 1 tenia una cambra, 5 en tenien dues, 16 en tenien tres, 47 en tenien quatre i 202 en tenien cinc o més. 225 habitatges disposaven pel capbaix d'una plaça de pàrquing. A 74 habitatges hi havia un automòbil i a 193 n'hi havia dos o més.

### Piràmide de població
La piràmide de població per edats i sexe el 2009 era:
| Homes | Edats   | Dones |
| ----- | ------- | ----- |
| 0     | 95 o +  | 0     |
| 0     | 90 a 94 | 0     |
| 0     | 85 a 89 | 0     |
| 0     | 80 a 84 | 0     |
| 4     | 75 a 79 | 0     |
| 0     | 70 a 74 | 4     |
| 16    | 65 a 69 | 4     |
| 4     | 60 a 64 | 12    |
| 4     | 55 a 59 | 4     |
| 40    | 50 a 54 | 20    |
| 12    | 45 a 49 | 28    |
| 28    | 40 a 44 | 28    |
| 20    | 35 a 39 | 32    |
| 24    | 30 a 34 | 16    |
| 8     | 25 a 29 | 16    |
| 12    | 20 a 24 | 0     |
| 24    | 15 a 19 | 40    |
| 16    | 10 a 14 | 44    |
| 36    | 5 a 9   | 4     |
| 32    | 0 a 4   | 12    |

## Economia
El 2007 la població en edat de treballar era de 534 persones, 442 eren actives i 92 eren inactives. De les 442 persones actives 419 estaven ocupades (213 homes i 206 dones) i 23 estaven aturades (10 homes i 13 dones). De les 92 persones inactives 35 estaven jubilades, 34 estaven estudiant i 23 estaven classificades com a «altres inactius».

### Ingressos
El 2009 a La Bazoge-Montpinçon hi havia 284 unitats fiscals que integraven 888 persones, la mediana anual d'ingressos fiscals per persona era de 19.493 €.

### Activitats econòmiques
Dels 12 establiments que hi havia el 2007, 1 era d'una empresa de fabricació d'altres productes industrials, 2 d'empreses de construcció, 3 d'empreses de comerç i reparació d'automòbils, 1 d'una empresa de transport, 1 d'una empresa d'hostatgeria i restauració, 1 d'una empresa de serveis, 1 d'una entitat de l'administració pública i 2 d'empreses classificades com a «altres activitats de serveis».
Dels 4 establiments de servei als particulars que hi havia el 2009, 1 era un taller de reparació d'automòbils i de material agrícola, 2 fusteries i 1 restaurant.
L'any 2000 a La Bazoge-Montpinçon hi havia 21 explotacions agrícoles que ocupaven un total de 440 hectàrees.

## Equipaments sanitaris i escolars
El 2009 hi havia una escola elemental.

## Poblacions més properes
El següent diagrama mostra les poblacions més properes.